# Atoni (narod)
Atoni, Atoin Meto, Atoin Pah Meto, Dawan, ime za etničku skupinu na Timoru, u indonezijskom Zapadnom Timoru i istočnotimorskoj enklavi Oecussi-Ambeno. Ima 844.030 pripadnika, od čega 761.000 u Indoneziji i 80.000 u Istočnom Timoru te 3.030 u Portugalu. Govore jezikom uab meto. Služe se i indonezijskim i portugalskim. Većinom su kršćani, a mali dio su muslimani i pripadnici tradicionalne religije.